# Sorbus aucuparia
Sorbus aucuparia, numită în mod obișnuit scoruș de munte, scoruș păsăresc sau sorb păsăresc, este o specie de arbori din familia Rosaceae.